# Matthäus Hetzenauer
Matthäus Hetzenauer, född 23 december 1924 i Brixen im Thale, Tyrolen, Österrike, död 3 oktober 2004 i Brixen im Thale, var en österrikisk prickskytt inom tyska 3. Gebirgs-Division på östfronten under andra världskriget. 
Han stred i bland annat Karpaterna, Ungern och Slovakien. Han sköt minst 345 fiendesoldater och var därmed den mest framgångsrika prickskytten inom Wehrmacht. Han tilldelades Riddarkorset av Järnkorset i april 1945. 
Matthäus Hetzenauer använde både Karabiner 98k och Gewehr 43.